# 第七郡
第七郡是越南胡志明市下辖的一个郡。面积36平方公里，2019年总人口360000人。2009年9月，富美桥竣工，使第七郡与第二郡相通。

## 地理
第七郡北接第四郡，东北接守德市，东接同奈省仁泽县，西接平政县，西北接第八郡，南接茹𦨭县。

## 历史
1997年1月6日，茹𦨭县以新归东社、新归西社、新顺东社、新顺西社、富美社5社和茹𦨭市镇部分区域析置第七郡；茹𦨭市镇部分区域析置富美坊，富美社部分区域和茹𦨭市镇剩余区域合并为富顺坊，富美社剩余区域改制为新富坊，新顺东社改制为新顺东坊，新顺西社和新归东社析置平顺坊，新顺西社析置新顺西坊，新归西社部分区域、新归东社部分区域和新顺西社剩余区域合并为新景坊，新归东社析置新归坊，新归西社部分区域、新归东社剩余区域和富美社剩余区域合并为新丰坊，新归西社剩余区域改制为新兴坊。

## 行政区划
第七郡下辖10坊，郡人民委员会位于新富坊。
- 平順坊（Phường Bình Thuận）
- 富美坊（Phường Phú Mỹ）
- 富順坊（Phường Phú Thuận）
- 新興坊（Phường Tân Hưng）
- 新景坊（Phường Tân Kiểng）
- 新豐坊（Phường Tân Phong）
- 新富坊（Phường Tân Phú）
- 新歸坊（Phường Tân Quy）
- 新順東坊（Phường Tân Thuận Đông）
- 新順西坊（Phường Tân Thuận Tây）

## 教育
- 越南胡志明市臺灣學校